# Фріц Гаарман
Фрідріх «Фріц» Генріх Карл Гаарман (нім. Friedrich «Fritz» Heinrich Karl Haarmann; (нар.25 жовтня 1879, Ганновер — пом. 15 квітня 1925, Ганновер) — німецький серійний вбивця та канібал, відомий також під прізвиськами «М'ясник Ганновера» й «Вампір Ганновера», оскільки пив кров своїх жертв, вбиваючи їх укусом в шию. За приблизними даними, протягом 1918—1924 його жертвами стали 27 молодих хлопців, офіційно його звинуватили у вбивстві 24 людей.

## Життєпис
Фріц Гаарман народився в Ганновері 25 жовтня 1879. Походив з бідної багатодітної робочої родини. Не відрізнявся успішністю в навчанні. У віці 16 років вступив до школи унтер-офіцерів у Нойбрассі, та за місяць покинув навчання через поганий стан здоров'я.
1896 року Гаармана, працівника тютюнової фабрики в Ганновері, було заарештовано за прояви педофілії та доправлено до психіатричної лікарні. За півроку, самовільно покинувши заклад, він втік до Швейцарії, через два роки після цього повернувся на батьківщину та вдруге вступив до ЗС Німеччини. Після демобілізації відкрив невелику кондитерську крамницю, де продавав солодощі та м'ясо. Крамниця згодом закрилась, а сам Гаарман збанкрутів.

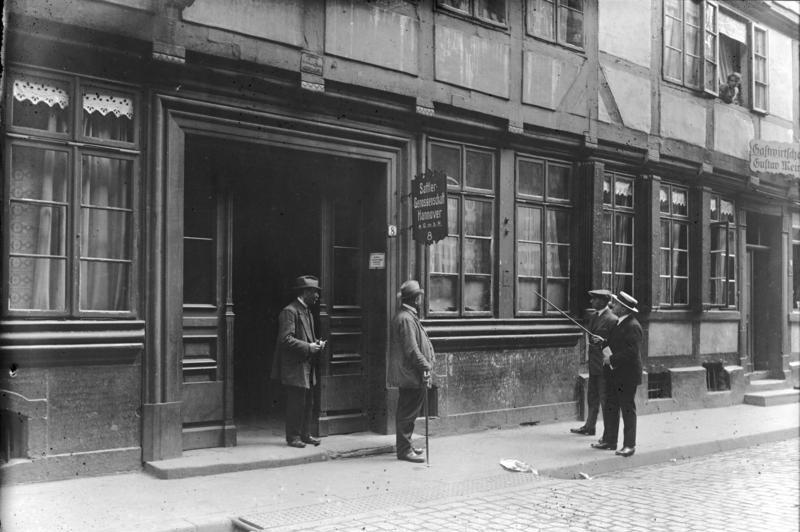
Будинок, де жив Гаарман

На початку Першої світової війни Гаарман потрапив до в'язниці за дрібні злочини, де відсидів чотири роки. З цього моменту він остаточно став на шлях криміналу та почав скоювати тяжкі злочини, паралельно працюючи поліцейським «інформатором» — так він відводив від себе можливі підозри з боку правоохоронців. В цей час у Німеччині відбувалася економічна скрута й нестача продовольства.

У вересні 1918 Гаарман позбавив життя хлопця-гея на ім'я Фрідель Роте. Вбивця зміг уникнути відповідальності за це, отримавши значний термін ув'язнення за непристойну поведінку, оскільки поліцейські під час рейду побачили в його помешканні напівоголеного підлітка. Після цього Гаарман продовжував вбивати молодих хлопців-гомосексуалів, заманюючи їх додому. Їхній одяг разом зі спільником, Гансом Ґрансом, з яким Гаарман познайомився 1919 року на вокзалі Ганноверу, продавали на «чорному» ринку. Рештки тіл хлопців злочинці нелегально продавали під виглядом яловичини. Гаарман перебував у стосунках із Гансом Ґрансом.

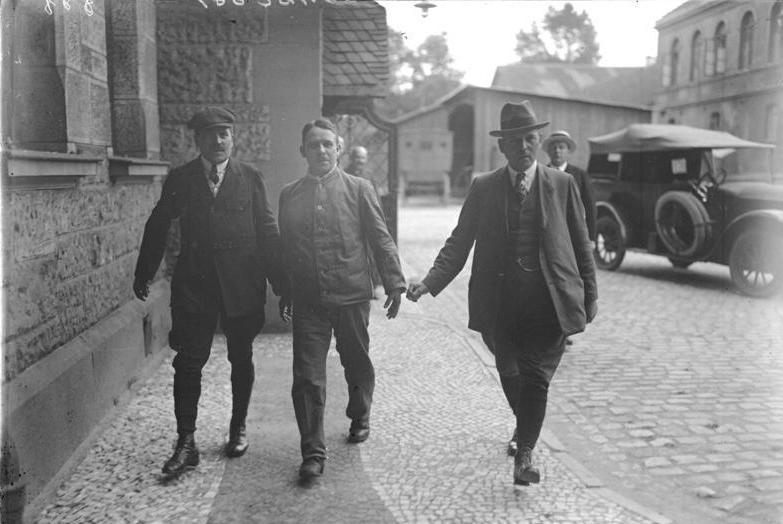
Фріца Гаармана ведуть до судової зали, грудень 1924

Німецька поліція почала підозрювати Гаармана у вбивствах після того, як її співробітники виявили рештки двадцяти двох людських тіл у річці Лейне. Підозри підкріплювалися також тим, що Гаармана вже було звинувачено в непристойній поведінці та він був причетним до зникнення Фріделя Роте. 
17 травня 1924 діти, що гралися на березі річки близ замку Геренгаузен, знайшли людський череп, інший був знайдений 29 травня біля берегу. 13 червня було знайдено ще два черепи у річковому осаді. Результати аутопсії виявили, що перші два черепи належали юнакам віком 18-20 років, останній належав хлопчикові віком 12 років.

### Арешт
Під час однієї зі спроб заманити до себе чергову жертву, Гаармана було заарештувано. Було також заарештовано Ганса Ґранса, який в цей час розчленовував у м'ясній крамниці тіло зниклого юнака. На допиті Гаарман зізнався, що ґвалтував, вбивав і розчленовував хлопців з 1918 року. У ЗМІ Німеччини на той час термін серійний вбивця ще не був поширеним, і Фріца називали перевертнем, вампіром і людиною-вовком. Справа стала ще більш скандальною, коли з'ясувалося, що Гаарман був інформатором поліції, яка не надавала значення тому, що саме у його компанії востаннє бачили деяких жертв.

### Страта
4 грудня 1924 розпочався суд над Гаарманом і Ґрансом, який широко висвітлювався у німецьких ЗМІ. 19 грудня 1924, після двотижневого судового процесу, звинуваченого в 24 вбивствах Фріца Гаармана було засуджено до смертної кари через гільйотину, вирок було виконано 15 квітня 1925-го. Ганса Ґранса, звинуваченого у співучасті, також було засуджено до страти, та згодом покарання було замінено на 12 років позбавлення волі. Після відбуття покарання Ґранс жив у Ганновері, де й помер у 1975-му.

## Жертви

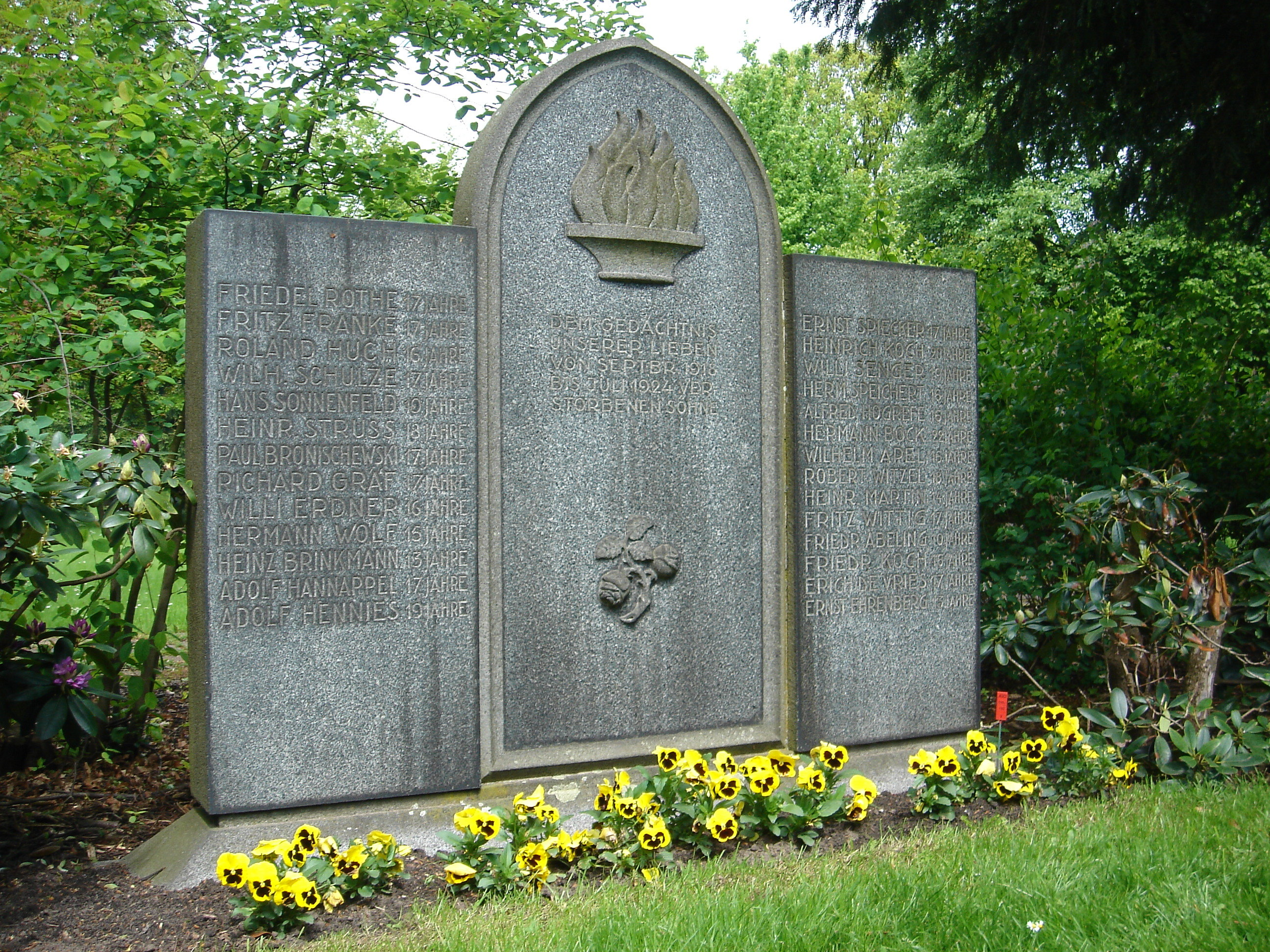
Пам'ятник жертвам Гаармана

Жертвами Фріца Гаармана були головним чином гомосексуальні юнаки, в тому числі й неповнолітні. Злочинець заманював своїх жертв додому, де шляхом механічної асфіксії доводив їх до втрати свідомості, після чого пив їхню кров через рани в горлі, нанесені їм шляхом перегризання зубами. Тіла вбитих хлопців Гаарман розчленовував та скидав у річку Лейне.
Знайдені рештки жертв Гаармана поховані у братській могилі на цвинтарі Стекенер. Через три роки після поховання, у квітні 1928 над могилою був зведений пам'ятник з вигравіруваними на ньому іменами вбитих юнаків та їхнім віком.

## Психологічний портрет
Загалом можна виділити три типи серійних вбивць: біологічні (антисоціальні дії обумовлені фізичними дефектами або травмами), психологічні (антисоціальні дії обумовлені психологічними чинниками) та соціальні (такі люди стають вбивцями під дією несприятливих соціальних факторів). Фріц Гаарман цілком підходив під усі три категорії: у ранньому зрілому віці він мав травми голови та припадки епілепсії, крім цього був дуже розбещеним з юних років, у його поведінці прослідковувалися надмірна жіночність (його улюбленим проводженням часу було носіння одягу дівчаток) та задоволення від садизму. Щодо третього типу, то Фріц Гаарман у ранньому віці познайомився з життям у в'язниці, що також наклало відбиток на його поведінку та образ мислення. Ідея помсти зовнішньому світові крилася в садизмі Гаармана та стала своєрідною «ширмою» для його неприродних сексуальних бажань. За характером Гаарман у дитинстві був тихим та не виявляв цікавості до звичайних занять хлопців (спорту тощо).